# The Starlight Express

The Starlight Express est une pièce de théâtre pour enfant de Violet Pearn, fondée sur le roman fantastique A Prisoner in Fairyland d'Algernon Blackwood avec des chants et de la musique de scène écrits par Sir Edward Elgar en 1915.

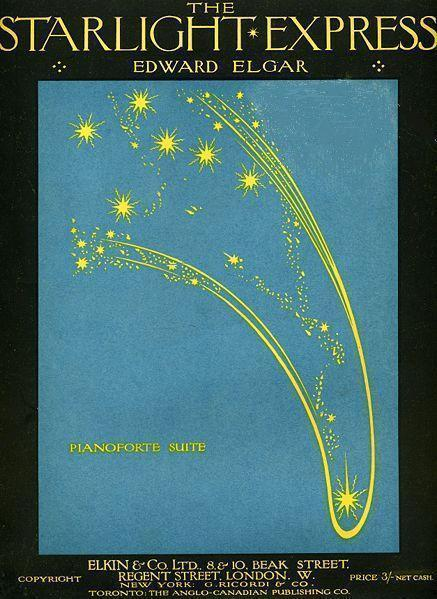
The Starlight Express : couverture de 1916

## Production
Le 9 novembre 1915, Edward Elgar est invité par Robin Legge, critique musicale de The Daily Telegraph, d'écrire la musique de la pièce de théâtre fantastique pour enfant produite au Kingsway Theatre ce Noël. La pièce est The Starlight Express, une adaptation de Violet Pearn du roman d'Algernon Blackwood A Prisoner in Fairyland. Le baryton et compositeur Clive Carey (en) avait déjà commencé un arrangement mais avait abandonné quand la commande est passée à Elgar.
Le producteur devait être Basil Dean, mais à la suite de son départ pour l'armée en France il est remplacé par l'actrice Lena Ashwell. Ashwell montre rapidement le script à Elgar et ils ont avec Blackwood de nombreuses rencontres couronnées de succès. L'histoire interpelle Elgar à cause de ses nombreuses similarités avec le monde fantastique de son enfance qu'il a décrit dans The Wand of Youth. Sa première intention est de réutiliser cette musique et il met beaucoup de souvenirs dans la partition. Il travaille avec enthousiasme et après un mois il composé 300 pages de partitions, chants et musiques de scène, à temps pour les répétitions. Le 6 décembre Elgar fait répéter les deux chanteurs choisis, la soprano australienne Clytie Hine et le baryton Charles Mott (en),.
The Starlight Express est produit par Lena Ashwell au Kingsway Theatre à Londres, comme son meilleur spectacle de guerre. La production est mentionnée dans The Times, précisant que le petit fosse d'orchestre du théâtre serait agrandie pour accueillir un orchestre plus grand. La première a lieu le 29 décembre 1915. Elgar devait la diriger mais Lady Elgar avait eu un accident quelques jours auparavant, il ne peut dont diriger et c'est le jeune chef d'orchestre Julius Harrison (en) qui le remplace. Le spectacle est joué pendant seulement un mois, jusqu'au 29 janvier 1916.
L'échec est dû à la mauvaise conception des personnages et du scénario par Henry Wilson (qui a été choisi et dont le travail a été approuvé par Lena Ashwell) et à la difficulté qu'a eu Pearn à faire quelque chose de théâtral avec son adaptation du livre. Blackwood et Elgar expriment des doutes sur la conception et Blackwood souhaite utiliser son droit de veto pour changer d'artiste. Blackwood s'oppose à « ce meurtre de ma simple petite pièce... Artisanat poubelle et prétentieux cousu sur votre musique par un idiot qui n'a jamais lu la pièce ». Elgar est d'accord. Cela aurait repoussé le lancement de la pièce. Les critiques présents lors de la première louent la musique et certains acteurs mais remarquent le manque de substance de l'histoire. La musique ne mérite pas d'être perdue et Elgar négocie avec la Gramophone Company qui, le 18 février 1916 l'enregistre avec Agnes Nicholls et Charles Mott au chant.

## Acteurs et personnages
Liste :

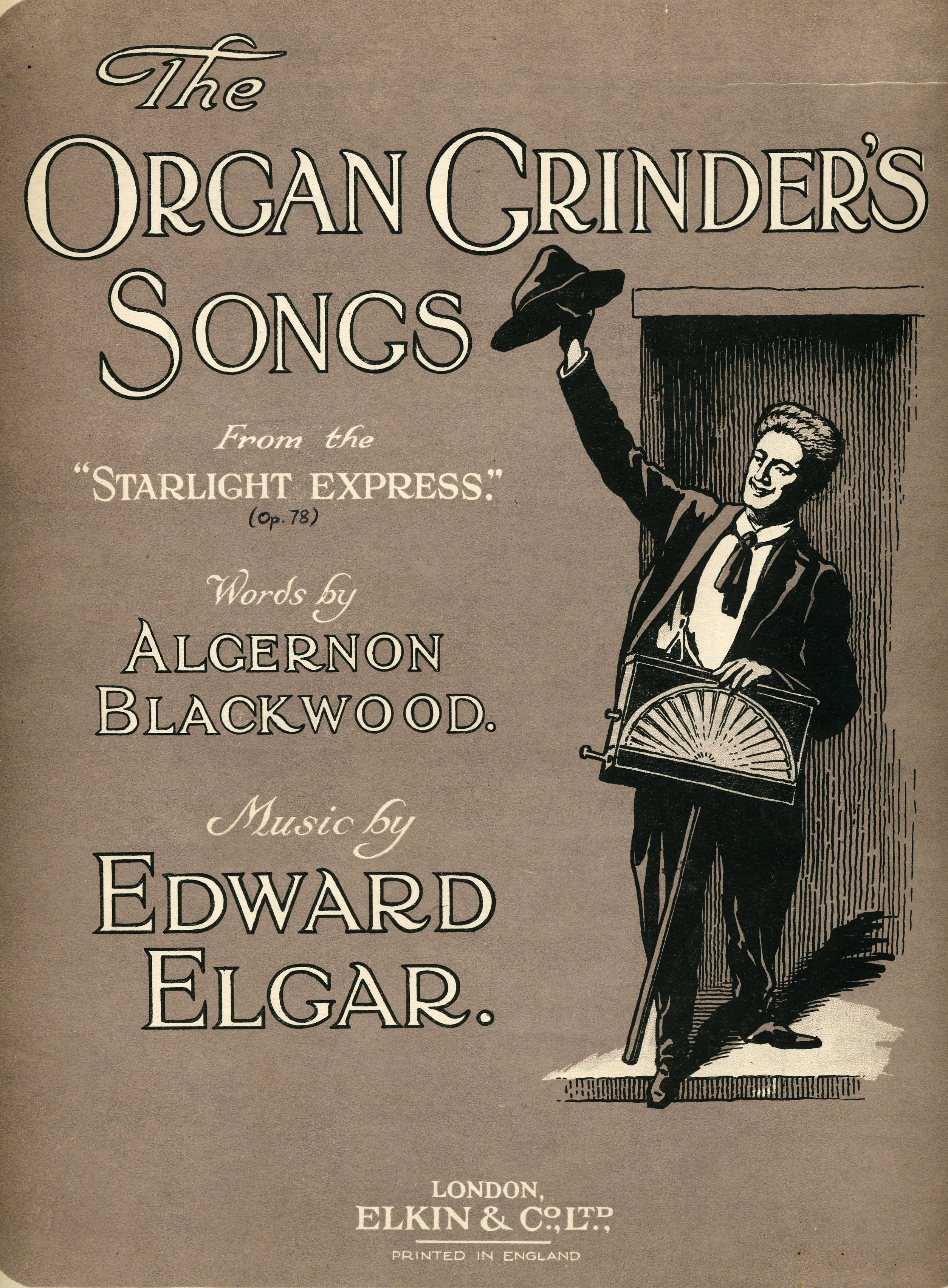
Couverture des chants du joueur d'orgue de barbarie

- Daddy ("John Henry Campden", un auteur)
- Mother (sa femme "Henrietta")
- Jane Anne ("Jinny", leur fille aînée, 17 ans)
- Monkey (leur plus jeune fille, 12 ans)
- Jimbo (leur fils, 10 ans)
- Grannie (mère irlandaise d'Henrietta)
- Cousin Henry ("Henry Rogers", cousin de Daddy)
- Madame Jequier (une veuve, propriétaire de la Pension Wistaria)
- Joueur d'Orgue de Barbarie (peut aussi être le clochard)
- Enfants (Enfant des rues) qui accompagnent le joueur d'orgue après le couvre-feu
- Miss Waghorn et trois autres gouvernantes à la retraite
- Les Pléiades (danseurs)
- Lutins : Clochard, Allumeur de lampes, Jardinier, Éboueur, Ramoneur, Femme-du-Haystack, Petits Vents et Rire

## Héritage
- The Starlight Express n'est pas la seule collaboration entre Blackwood et Pearn :

Karma: A Re-Incarnation Play in Prologue, Epilogue & Three Acts. London: Macmillan, 1918 and New York: E.P. Dutton, 1918. A love story re-enacted through four existences.
Through The Crack (une adaptation de The Education of Uncle Paul de Blackwood). London and New York: Samuel French. Produite à Noël 1920, puis en 1925.
- Le 22 mai 1818 le Caporal Charles James Mott, le chanteur de la première production de The Starlight Express, fait partie du régiment de Londres (Artists' Rifles) lorsqu'il est tué par un éclat d'obus allemand[9]. Il est âgé de 37 ans. Elgar écrit à un ami « C'est difficile de croire que Charles Mott est mort ; mort de ses blessures en France. Je suis bouleversé : une BONNE âme simple et honnête. »
- En 1933 le chef d'orchestre sélectionne 40 minutes de passages de The Starlight Express, sélection qu'il dirige lors de plusieurs diffusions radiophoniques de la BBC. Mais ces partitions ainsi que les enregistrements sont détruits lors d'un raid aérien en 1940.
- En septembre 1940 le Kingsway Theatre est endommagé par le feu lors d'un raid aérien. Tous les accessoires de scène ainsi que la musique (conducteur du chef d'orchestre et parties de l'orchestre) de The Starlight Express sont détruits. Cependant demeure la partition manuscrite aux éditeurs, Messrs Elkin & Co. Cette partition contient de nombreuses annotations d'Elgar sur l’exécution. Elle est signée « Edward Elgar, Finis, A.E. December 1915 » - A. E. sont les initiales de se femme et Elgar double le jeu de mots avec l'inscription "AE 15" (du latin "AETATIS 15", en français "Âge 15") : il est de nouveau enfant.

## Enregistrements
- Les 18 et 19 février 1916, un enregistrement d'une partie des musiques et des chants a lieu aux studios HMV, Hayes, par la Gramophone Company. Les chanteurs sont Charles Mott (en) et Agnes Nicholls avec Elgar dirigeant le Symphony Orchestra. Sont enregistrés : (1) To the Children et The Blue-Eyes Fairy (Mott) ; (2) My Old Tunes et Curfew Song (Mott) ; (3) Come Little Winds (Mott), Wind Dance (orchestre), Tears and Laughter et Sunrise Song (Nicholls) ; (4) The Laugher's Song (Nicholls) et Finale - Hearts must be soft-shiny dressed (Nicholls et Mott)[10].
- En décembre 1935 quatre des chants sont enregistrés aux studios HMV, Hayes, par la Gramophone Company. Les chanteurs sont Stuart Robertson et sa femme Alice Moxon. Les chants sont To the Children, The Laugher's Song, The Blue-Eyes Fairy et My Old Tunes.
- Le 26 septembre 1946 deux des chants pour orgue de barbarie (My old tunes et To the Children) sont enregistrés aux Decca Studios à Londres. Le chanteur est Henry Cummings avec à la direction Charles Groves.
- En 1964 EMI/HMV sort The Miniature Elgar par le téléfilm de la BBC. Cet enregistrement comprend My old Tunes et To the Children, chantés par Frederick Harvey avec le Royal Philharmonic Orchestra dirigé par Lawrance Collingwood.
- En 1973, Chandos Records enregistre certains chants avec John Lawrenson et Cynthia Glover au chant, Michael Austin (orgue) et le Bournemouth Sinfonietta dirigé par George Hurst. Les chants sont To the Children, The Blue-Eyes Fairy, The Laugher's Song, Tears and Laughter, The Dawn Song, My Old Tunes, Jane Anne's song et Finale.
- En 1974-1975, un enregistrement complet est fait par EMI/HMV les 28 et 29 novembre 1974, 20 et 22 décembre 1974 et 22 octobre 1975 aux Abbey Road Studios, Londres. Les chanteurs sont Derek Hammond-Stroud (en) et Valerie Masterson avec le London Philharmonic Orchestra dirigé par Vernon Handley.
- En décembre 1990 certains des chants sont enregistrés par Decca Records au Brangwyn Hall, Swansea. Les chanteurs sont Bryn Terfel et Alison Hagley, avec le chœur du Welsh National Opera et le Welsh National Opera Orchestra dirigé par Sir Charles Mackerras. Les chants sont To the Children, The Blue-Eyes Fairy, The Laugher's Song, Come Little Winds, Tears and Laughter, The Dawn Song, My Old Tunes, Jane Anne's song et Finale.
- En 1997, l'enregistrement Decca de 1990 de 'The Starlight Express' est remasterisé.
- The Starlight Express London Philharmonic Orchestra, dirigé par Vernon Handley, avec Valerie Masterson (soprano) et Derek Hammond-Stroud (baryton)
- « The Starlight Express Suite »(Archive.org • Wikiwix • Archive.is • Google • Que faire ?) (consulté le 7 mai 2013) Cynthia Glover (Soprano), John Lawrenson (Baryton), Bournemouth Sinfonietta dirigé par George Hurst. To the Children, The Blue-Eyes Fairy, The Laugher's Song, O stars shine brightly, The Dawn Song, My Old Tunes, Jane Anne's song et Finale. Chandos CHAN6582